# 苦学生
苦学生（くがくせい）は、働いて学費・生活費などを稼ぎながら勉強している学生のことである。

## 歴史
1897年（明治30年）、苦学生に仕事を紹介する「日本力行会」が設立された。1900年（明治33年）、苦学生用の雑誌『成功』や『苦学界』などが刊行された。『成功』は苦学生に焦点を当てた記事が中心で、家族の反対なしに志を持った学生が上京して本気で苦学に取り組むことを奨励していた。また、勤労学生のニーズに合わせた記事を取り上げた『苦学界』の寄稿人には内村鑑三・木下尚江・堺利彦・黒岩涙香などが名を連ね、職業広告の掲載や連続講義の企画などが行われた。これらの動きの影響を受けて、明治30年代には上京の機運が高まり、士族ではない貧しい層にまで広がったとされている。働きながら勉学に励む貧しい少年のイメージは、人道主義・キリスト教・社会主義と通じるものがあったと考えられている。また、これに合わせて、「青年立志社」などの架空の企業を用いた苦学生を食い物にする悪徳業者も生まれた。1901年には、片山潜による小冊子『学生渡米案内』によってアメリカで苦学することが奨励された。
明治時代に苦学ブームが発生した一方で苦学生の堕落も出始めたが、大正時代の末期までは帝国大学内などで話題になることはなかった。昭和時代になると、学生の学資難が社会問題化し、経済不況などを起因とした就職難、高等教育の拡大や進学熱を批判する議論とともに話題となった。
1929年（昭和4年）、世界恐慌による経済不況の下で東京帝国大学学生課が行った調査「昭和四年十月現在 東京帝国大学学生 生計調査報告」では、苦学生が2割5分いたと報じられている。第二次世界大戦前の日本ではアルバイトをする学生は一般的ではなく、書生・給仕・新聞配達・家庭教師などとして働く一部の学生は「苦学生」とされた。1950年代、苦学生が闇市の面影を残した「マーケット」での食事によって支えられたという証言がある。1995年、僧多聞は書籍『風が光る』の中で「苦学生」と題した項目で、楽しそうに働いている「アルバイト学生」と、悲壮感を漂わせながら苦学する「苦学生」とを対比させている。

## 苦学生と救済

### 大学・専門学校での苦学生

#### 日本人苦学生
大学や専門学校に通う苦学生は多数存在している。2010年、苦学生が多いことを背景に、新聞社が学費を肩代わりする代わりに住み込みで働く「新聞奨学生」の希望者が募集枠を埋めるほど出たことが報じられている。2021年11月には、「現状の日本では、苦学生として大学に通えること自体が贅沢である」という旨のツイートが話題となった。ライターの池田渓は、東京大学に合格した苦学生の中でも、大学入学後に周囲との格差に落ち込む生徒が一定数いることを指摘している。

#### 外国人苦学生
外国人苦学生も存在し、日本学生支援機構の2017年の調査によれば、留学生の75%はアルバイトをしていると報じている。過去には、「労働時間の超過」を理由に在留資格を失ったベトナム人女性の苦学生、「成績悪化」を理由に退学を迫られたベトナム人男性の苦学生などを毎日新聞が取り上げている。一方で、外国人の苦学生によるアルバイトを貴重な労働力と考える見方もある。朝日新聞では、今後の日本には苦学生の留学生が増加するとする意見を取り上げている。

### 支援
昭和時代には、学生の思想善道に関する政策の一環として、苦学生が左に偏らないように内職や奨学金への斡旋などの苦学生支援がなされていた記録が残っている。
2019年にはNPO法人「和む」によって、クラウドファンディングでの苦学生への奨学金支援を募る動きがあった。新型コロナウイルス感染症の世界的流行に伴って、アルバイト先の飲食店などが営業自粛を行うケースが増え、日本では苦学生や苦学生支援を行う団体などがメディアで取り上げられた。苦学生への支援を行う団体としては「協同組合ネットいばらき」「学生応援プロジェクト＠つくばPEACE」などがある。2020年5月、文部科学省は経済的に学業を続けることが困難な学生に対して「学生支援緊急給付金」の創設と募集を発表した。この取り組みは翌年の2021年も実施された。2021年11月、修学支援制度を利用している苦学生に対して、日本政府は10万円を給付する方針を決めた。学生支援緊急給付金は2022年2月、日本学生支援機構は苦学生支援のために「学生等の学びを継続するための緊急給付金」を創設した。「学生等の学びを継続するための緊急給付金」は、文部科学省による支援事業である。

#### 著名な苦学生支援者
- 万代順四郎 - 銀行家。苦学生への奨学金のために個人資産の大部分を投資し、「万代基金」に名前が冠された[26]。
- 吉丸一昌 - 作詞者。東京帝大在学中に私塾を開校、地方出身の苦学生の衣食住・就職を支援した[27]。

## 苦学生の例

### 架空の苦学生
| 登場人物名   | 媒体       | 作品名             | 補足                                 | 選者・論者・掲載         | 脚注   |
| ------------ | ---------- | ------------------ | ------------------------------------ | ------------------------ | ------ |
| 時岡美紀     | 小説・映画 | あのこは貴族       | 富山県出身の苦学生                   | 読売新聞                 | [ 28 ] |
| ペク・イジン | ドラマ     | 二十五、二十一     | アルバイトで生計を立てている苦学生   | 韓国TVドラマガイド編集部 | [ 29 ] |
| 松島秀子     | 小説       | 藪の鶯             | 編み物の内職で学費を稼いでいる苦学生 | 小関三平                 | [ 30 ] |
| ラジュー     | 映画       | きっと、うまくいく | インドの理系大学ICEに通う苦学生      | 武田綾乃                 | [ 31 ] |
| 私           | 小説・映画 | 真夜中乙女戦争     | 奨学金で入学した苦学生               | 山崎伸子                 | [ 32 ] |

### 実在の苦学生
- 有馬朗人 - 元東京大学総長。高校・大学時代は家庭教師やアルバイトなどに従事する苦学生であった[33]。
- 市川雄一 - 元公明党書記長。苦学生だった経歴をもつ[34]。
- 岡藤正広 - 伊藤忠商事社長。高校3年時に結核を患うと同時に父親を亡くし、二浪して入学した東京大学の学費や生活費を家庭教師のアルバイトなどすべて自分で賄った[35]。
- 鹿島昭一 - 日本の実業家。苦学生だった経歴をもつ[36]。
- 金子文子 - アナキスト。苦学生だった経験は映画『金子文子と朴烈』に描かれている[2][37]。
- 五島慶太 - 東急の事実上の創業者。教育活動に熱心で五島育英会や東京都市大学の創業にも携わった。
- 島田清次郎 - 作家。自伝的著書『地上』の始めには苦学生時代のことが綴られている[38]。
- 下村博文 - 政治家。苦学生だった経歴をもつ[39]。
- 吉丸一昌 - 作詞家。自身も苦学生の経歴があり、苦学生支援も行った[27]。